# Bassi (krater)
För andra betydelser, se Bassi (olika betydelser).
Bassi är en nedslagskrater med en diameter på 31 kilometer, på planeten Venus. Bassi har fått sitt namn efter den italienska fysikern Laura Bassi.